# Małe Zawisłocze
Małe Zawislocze – osada wsi Gniewczyna Łańcucka w Polsce położona w województwie podkarpackim, w powiecie przeworskim, w gminie Tryńcza, w sołectwie Gniewczyna Łańcucka.
W latach 1975–1998 osada położona była w województwie przemyskim.
Małe Zawisłocze jest położone po północnej stronie Wisłoka, stanowiące zwarty ciąg zabudowań z Zawisłoczem Gniewczyny Trynieckiej i obejmuje 15 domów.